# DJ LeMahieu
David John "DJ" LeMahieu (nacido el 13 de julio de 1988) es un beisbolista profesional estadounidense que juega como segunda base. Actualmente es agente libre. Durante su carrera en las Grandes Ligas de Béisbol (MLB) ha jugado en Colorado Rockies, Chicago Cubs y New York Yankees.
LeMahieu a ganado cuatro Guante de Oro, dos Bate de Plata, fue convocado al Juego de Estrellas en 2015, 2017 y 2019, y ganó el título de bateo de la Liga Nacional en 2016 y de la Liga Americana en 2020.
Su versatilidad en su defensa y su habilidad para el bateo, se ha ganado LeMahieu el apodo de Lemachine por Gary Sánchez. Es también llamado Big Fundy debido a sus técnicas fundamentales de sonido. Con los Yankees, fue nominado inicialista en el Equipo del Juego de las Estrellas en 2019, ganando el premio Silver Slugger (Bate de plata) ese año. LeMahieu ganó el título de bateo en 2020 siendo el primer bateador en la era moderna en obtener título de bateo en cada liga.

## Carrera profesional

### Chicago Cubs
LeMahieu fue seleccionado en la segunda ronda (79na selección global) del draft de 2009 por los Chicago Cubs, y fue asignado a los Peoria Chiefs de Clase A. El año siguiente jugó con los Daytona Cubs de Clase A avanzada, donde registró promedio de bateo de .314 con 73 carreras impulsadas y 15 bases robadas en 135 juegos.
Inició la temporada 2011 con los Tennessee Smokies de Clase AA, hasta que el 30 de mayo fue llamado a las mayores para reemplazar al lesionado Jeff Baker. Debutó ese mismo día como bateador emergente, bateando para una jugada de dos outs. Fue bajado en junio a los Iowa Cubs de Clase AAA, pero regresó a Grandes Ligas en septiembre con la expansión de las plantillas.

### Colorado Rockies
El 8 de diciembre de 2011, LeMahieu fue transferido a los Rockies de Colorado junto a Tyler Colvin a cambio de Casey Weathers e Ian Stewart. El 23 de mayo de 2012, fue llamado por los Rockies para reemplazar a Jonathan Herrera como utility del cuadro interior.
En 2014, disfrutó de una excelente temporada defensivamente, liderando las mayores con 99 doubleplays y en otras estadísticas defensivas, por lo que fue premiado con un Guante de Oro como segunda base.
En 2015, fue convocado a su primer Juego de Estrellas.
En 2016, ganó el título de bateo de la Liga Nacional, al liderar las mayores con promedio de bateo de .348.
En 2017, fue convocado a su segundo Juego de Estrellas, y ganó su segundo Guante de Oro y el Premio Fielding Bible como segunda base. Culminó la temporada con .310 de promedio, ocho jonrones, 64 impulsadas y 95 anotadas.
En 2018, registró 15 jonrones, la mayor cantidad de su carrera, además de un promedio de bateo de .276, 62 impulsadas y 90 anotadas. Defensivamente, lideró a todos los segunda base de la Liga Nacional con un porcentaje de fildeo de .993 y en otras estadísticas defensivas, por lo que fue galardonado con su tercer Guante de Oro y el premio Wilson al Jugador Defensivo del Año.

### New York Yankees
El 14 de enero de 2019, LeMahieu firmó un contrato por dos años y $24 millones con los Yankees de Nueva York.
Debido a lesiones en el equipo, pasó tiempo en primera, segunda y tercera base durante toda la temporada. Terminó la temporada 2019 con un promedio de .327 con 26 jonrones y 102 carreras impulsadas en 145 juegos. Estableció nuevos récords personales en hits (197), dobles (33), jonrones, carreras impulsadas, carreras anotadas (109) y porcentaje de slugging (.518). Además de ocupar el segundo lugar en la Liga Americana en promedio de bateo detrás de Tim Anderson, se convirtió en el primer Yankee en calificar para el título de bateo con un promedio de bateo de .300+ desde Robinson Canó en 2013, y registró el promedio de bateo más alto para un jugador de los Yankees desde que Derek Jeter bateó .334 en 2009. LeMahieu fue galardonado con el Bate de Plata por primera vez en su carrera, fue incluido en el primer equipo inaugural All-MLB como segunda base y terminó cuarto en la votación al Jugador Más Valioso de la Liga Americana detrás de Mike Trout, Alex Bregman y Marcus Semien.
En la temporada acortada de 2020 por el Covid 19, LeMahieu terminó la temporada con un promedio de bateo de .364, el más alto de la Liga Americana. Fue el cuarto Yankee en liderar las mayores en bateo, el noveno Yankee en ganar un título de bateo de la Liga Americana y el primero en hacerlo desde Bernie Williams en 1998. También fue el segundo jugador en ganar un título de bateo en cada liga (LeMahieu lideró la Liga Nacional en 2016 con un promedio de .348 jugando para los Rockies de Colorado) después de Ed Delahanty, quien bateó .410 para Filadelfia (LN) en 1899 y. 376 para Washington (LA) en 1902. Con su compañero Luke Voit liderando la MLB en jonrones (con 22), el dúo se convirtió en el primer par de compañeros de equipo en liderar la MLB en promedio de bateo y jonrones desde que Hank Aaron (.355) y Eddie Mathews (46 HR) lo hicieron en 1959 con los Bravos de Milwaukee. LeMahieu fue premiado con su segundo Bate de Plata consecutivo y terminó tercero en la votación al Jugador Más Valioso de la Liga Americana detrás de José Abreu y José Ramírez.
El 27 de enero de 2021, LeMahieu firmó un contrato por seis años y $90 millones con los Yankees. El 9 de julio de 2025, LeMahieu fue puesto en asignación por los Yankees y luego cortado del equipo al día siguiente.